# Кетоновые тела

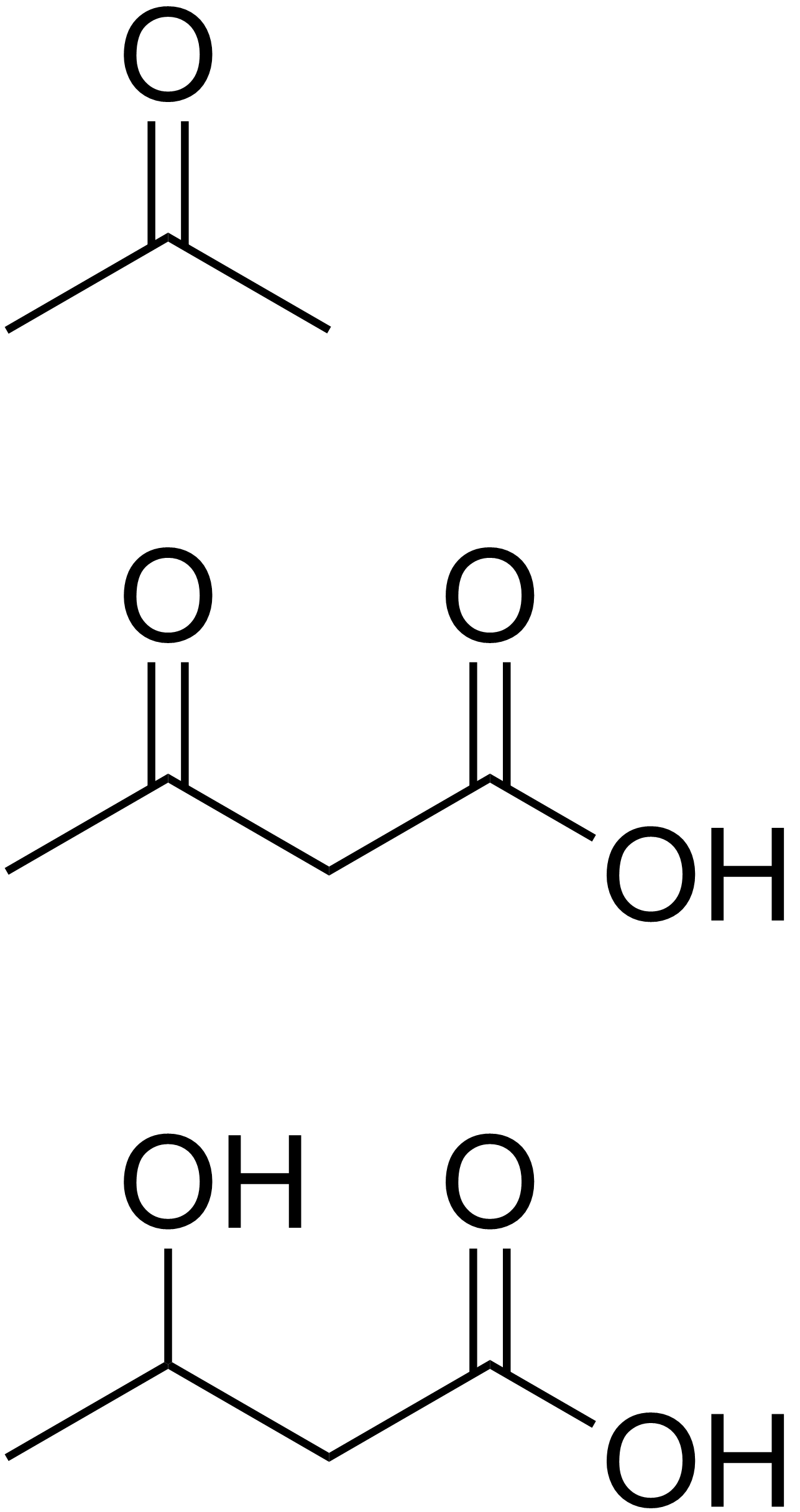
Химическая структура трёх кетоновых тел: ацетон, ацетоуксусная, и бета-оксимасляная кислоты

Кето́новые тела́ (синоним: ацето́новые тела, ацето́н [распространённый медицинский жаргонизм]) — группа продуктов обмена веществ, которые образуются в печени из ацетил-КоА:
- ацетон (пропанон) H3C−CO−CH3,
- ацетоуксусная кислота (ацетоацетат) H3C−CO−CH2−COOH,
- бета-оксимасляная кислота (β-гидроксибутират) H3C−CHOH−CH2−COOH.

## Историческая справка
Прежние представления о том, что кетоновые тела являются промежуточными продуктами бета-окисления жирных кислот, оказались ошибочными:
- во-первых, в обычных условиях промежуточными продуктами бета-окисления жирных кислот являются КоА-эфиры этих кислот: β-оксибутирил-КоА или ацетоацетил-КоА;
- во-вторых, β-оксибутирил-КоА, образующийся в печени при бета-окислении жирных кислот, имеет L-конфигурацию, в то время как β-оксибутират, обнаруживаемый в крови, представляет собой D-изомер. Именно β-оксибутират D-конфигурации образуется в ходе метаболического пути синтеза β-окси-β-метилглутарил-КоА.

## Метаболизм кетоновых тел

Ацетил-КоА

Ацетон в плазме крови в норме присутствует в крайне низких концентрациях, образуется в результате спонтанного декарбоксилирования ацетоуксусной кислоты и не имеет определённого физиологического значения. Превращение в ацетон также происходит из-за работы ацетоацетатдекарбоксилазы. (См. Основы биохимии. Нельсон, Кокс, 2014,т.2,с.252)
Нормальное содержание кетоновых тел в плазме крови человека и большинства млекопитающих (за исключением жвачных) составляет 1…2 мг% (по ацетону). При увеличении их концентрации свыше 10…15 мг% они преодолевают почечный порог и определяются в моче. Наличие кетоновых тел в моче всегда указывает на развитие патологического состояния.
Кетоновые тела синтезируются в печени из ацетил-КоА:
На первом этапе из двух молекул ацетил-КоА синтезируется ацетоацетил-КоА. Данная реакция катализируется ферментом ацетоацетил-КоА-тиолазой:
Ac−КоА + Ac−КоА → H3C−CO−CH2−CO−S−КоА.
Затем под влиянием фермента гидроксиметилглутарил-КоА-синтазы присоединяется ещё одна молекула ацетил-КоА:
H3C−CO−CH2−CO−S−КоА + Ac−КоА → HOOC−CH2−COH(CH3)−CH2−CO−S−КоА.
Образовавшийся β-гидрокси-β-метилглутарил-КоА (HMG-KoA) способен под действием фермента гидроксиметилглутарил-КоА-лиазы расщепляться на ацетоуксусную кислоту (ацетоацетат) и ацетил-КоА:
HOOC−CH2−COH(CH3)−CH2−CO−S−КоА → H3C−CO−CH2−COOH + Ac—КоА.
Ацетоуксусная кислота способна восстанавливаться при участии НАД-зависимой D-β-оксибутиратдегидрогеназы; при этом образуется D-β-оксимасляная кислота (D-β-оксибутират). Фермент специфичен по отношению к D-стереоизомеру и не действует на КоА-эфиры.
H3C−CO−CH2−COOH + NADH → H3C−CHOH−CH2−COOH.
Ацетоуксусная кислота в процессе метаболизма способна окисляться до ацетона с выделением молекулы углекислого газа:
H3C−CO−CH2−COOH → CO2 + H3C−CO−CH3.

### Альтернативный путь
Существует второй путь синтеза кетоновых тел:
Образовавшийся путём конденсации двух молекул ацетил-КоА ацетоацетил-КоА способен отщеплять кофермент A с образованием свободной ацетоуксусной кислоты. Процесс катализирует фермент ацетоацетил-КоА-гидролаза (деацилаза), однако данный путь не имеет существенного значения в синтезе ацетоуксусной кислоты, так как активность деацилазы в печени низкая.
H3C−CO−CH2−CO−S−КоА + H2O → H3C−CO−CH2−COOH + КоА-SH.

## Биологическая роль кетоновых тел
В плазме крови здорового человека кетоновые тела содержатся в весьма незначительных концентрациях. Однако при патологических состояниях (длительное голодание, тяжёлая физическая нагрузка, тяжёлая форма сахарного диабета) концентрация кетоновых тел может значительно повышаться и достигать 20 ммоль/л (кетонемия). Кетонемия, ацетонемия (повышение концентрации кетоновых тел в крови) возникает при нарушении равновесия — скорость синтеза кетоновых тел превышает скорость их утилизации периферическими тканями организма.
За последние десятилетия накопились сведения, указывающие на важное значение кетоновых тел в поддержании энергетического баланса. Кетоновые тела — топливо для мышечной ткани, почек и действуют, вероятно, как часть регуляторного механизма с обратной связью, предотвращая излишнюю мобилизацию жирных кислот из жировых депо. Во время голодания кетоновые тела являются одним из основных источников энергии для мозга. Печень, синтезируя кетоновые тела, не способна использовать их в качестве энергетического материала (не располагает соответствующими ферментами).
В периферических тканях β-оксимасляная кислота окисляется до ацетоуксусной кислоты, которая активируется с образованием соответствующего КоА-эфира (ацетоацетил-КоА). Существует два ферментативных механизма активации:
- первый путь — с использованием АТФ и HS-КоА, аналогичный пути активации жирных кислот:

H3C—CO—CH2—COOH (Ацетоуксусная кислота)
|
+ АТФ + HS-КоА Ацил-КоА-синтетаза → АМФ + ФФн
↓
H3C—CO—CH2—CO—S-КоА (Ацетоацетил-КоА)
- второй путь — перенос Коэнзима А от сукцинил-КоА на ацетоуксусную кислоту:

HOOC—CH2—CH2—CO—S-КоА (Сукцинил-КоА) + H3C—CO—CH2—COOH (Ацетоуксусная кислота)
↓↑
HOOC—CH2—CH2—COOH (Сукцинат) + H3C—CO—CH2—CO—S-КоА (Ацетоацетил-КоА)
Образовавшийся в ходе этих реакций ацетоацетил-КоА в дальнейшем подвергается тиолитическому расщеплению в митохондриях с образованием двух молекул ацетил-КоА, которые, в свою очередь, являются сырьём для цикла Кребса (цикл трикарбоновых кислот), где окисляются до CO2 и H2O.
H3C—CO—CH2—CO—S-КоА (Ацетоацетил-КоА)
|
+ HS-КоА → H3C—CO—S-КоА
↓
H3C—CO—S-КоА ( Ацетил-КоА)
Повышение содержания кетоновых тел в организме может быть связано с дефицитом углеводов в обеспечении организма энергией, а также происходит, когда скорость синтеза кетоновых тел превышает скорость их утилизации.

## Лабораторная диагностика
Для качественного определения содержания кетоновых тел в моче в лабораторных условиях используются цветные пробы Ланге, Легаля, Лестраде и Герхарда.